# Tandem (série télévisée, 2016)
Ne doit pas être confondu avec Tandem (série télévisée, 1989).
Pour les articles homonymes, voir Tandem (homonymie).
Tandem est une série policière française, diffusée sur France 3 de mars 2016 à janvier 2024, avec Astrid Veillon et Stéphane Blancafort dans les rôles principaux du commandant Léa Soler et du capitaine Paul Marchal.

## Généralités
La série Tandem est créée par Jérémie Marcus, d'après un concept de Jérémie Marcus et Jean-Marc Rudnicki, et produite par Sébastien Pavard et Cécile Grenouillet (de 2015 à 2017), Yann Chassard (2017-2019), Gregory de Prittwitz (2019-2021).
Les pilotes tournés à Montpellier et sa région en décembre 2015 ont été diffusés le 29 mars 2016 sur France 3,. À la suite des bonnes audiences réalisées, France 3 a commandé une saison entière de dix épisodes dont le tournage a débuté le 6 septembre 2016. Après une septième saison, la série prend fin en 2023 avec la diffusion des deux derniers épisodes le 13 juin 2023. Le téléfilm unitaire Retour vers le passé est diffusé le 2 janvier 2024.

## Synopsis
Le commandant Léa Soler est mutée dans la brigade du capitaine Paul Marchal, son ex-mari, et ils vont tant bien que mal devoir faire équipe. Ils seront aussi obligés de se croiser en dehors du travail car le tandem a deux adolescents à gérer, Alice et Thomas.

## Fiche technique
- Titre de la série : Tandem
- Titre pour les deux pilotes : Soler et Marchal
- Création : Jérémie Marcus
- Réalisation : Christophe Douchand, Emmanuel Rigaut et Julie Lipinski
- Scénaristes : Jérémie Marcus et Virginie Brami
- Producteurs : Sebastien Pavard et Cécile Grenouillet
- Société de production : DEMD Productions avec la participation de France 3
- Unité de fiction de France 3 : Anne Holmes / Pierre Merle / Grégory de Prittwitz
- Directeur de production : Olivier Guedj
- Directeur photo : Corinne Bergas et Olivier Guarguir
- Chef costumière : Sarah De Hita et Laetitia Carre
- Chef décorateur : Frédérique Whittle
- Musique : Arno Alyvan
- Générique : Laurent Brett
- Pays d'origine : France
- Langue originale : français
- Année de production : 2015 (les 2 Pilotes) et 2016 - en production
- Genre : série policière
- Durée : 52 minutes

## Distribution

### Acteurs principaux et récurrents
- Astrid Veillon : commandant Léa Soler
- Stéphane Blancafort : capitaine Paul Marchal
- Piérick Tournier : lieutenant Erwan Lebellec
- Nelly Lawson : lieutenant Camille Barbier (S1E01 à S3E09 ; S07E06 à S07E12; 40 épisodes)
- Tatiana Gousseff : capitaine Sabine Mauriac (depuis S4E01)
- François-Dominique Blin : Dr Franck Marvaud, médecin légiste
- Sarah-Cheyenne Santoni : Alice Marchal, fille de Léa et Paul (depuis la S1E03)
- Titouan Laporte : Thomas Marchal, fils de Léa et Paul (depuis la S1E03)
- Patrick Descamps : colonel Pierre Soler, père de Léa (depuis S4E01)
- Isabelle Tanakil : Annie Soler, épouse de Pierre et mère de Léa (S3E02, depuis S4E01)
- Alban Casterman : lieutenant Célestin Morel (depuis S5E01)
- Charley Fouquet : procureur Esther Dulac (S701 à S07E06)

### Anciens acteurs principaux
- Renaud Leymans : lieutenant Eric Vernet (S1E04 à S2E04 ; 13 épisodes)
- David Marchal : colonel Vauvert (S1E03 à S3E12 ; 34 épisodes)
- Guillemette Barioz : capitaine Sophie Vannier (S2E05 à S3E12 ; 20 épisodes)
- Baya Rehaz : lieutenant Inès Zaïdi (S3E09 à S6E09)
- Julien Coder : Thomas Marchal (S1E01 et S1E02 ; 2 épisodes : les 2 épisodes pilotes)
- Marie Drion : Alice Marchal (S1E01 et S1E02 ; 2 épisodes : les 2 épisodes pilotes)
- Fabien Baïardi : Julien Garnier (S3E07)

## Épisodes
À la suite des bonnes audiences des deux pilotes, France 3 confirme une première saison composée de dix épisodes. Le tournage a eu lieu de septembre à décembre 2016 pour une diffusion au printemps 2017.

### Première saison (2017)
1. Nouveau Départ (pilote diffusé en mars 2016)
2. Double Jeu (pilote diffusé en mars 2016)
3. Entre sel et mer
4. Plongée dans le passé
5. La Tête du coupable
6. Tour de piste
7. L'Inaccessible Étoile
8. Convictions
9. Sur la route de la rédemption
10. Les Liens du sang
11. Un anneau d'or (1/2)
12. Un anneau d'or (2/2)

### Deuxième saison (2018)
La saison 2 est diffusée sur France 3 par salve de deux épisodes du 22 mai au 26 juin 2018.
1. Dans les mailles du filet
2. Le monde du silence
3. Instinct de survie
4. À la vie, à la mort
5. Le mal des profondeurs
6. Pic Saint-Loup
7. Obscura
8. Le serment des compagnons
9. Touché coulé
10. Meurtre en Ovalie
11. Via tolosana
12. À contre-courant

### Troisième saison (2019)
La saison 3 est diffusée sur France 3 par salve de deux épisodes du 4 juin au 9 juillet 2019.
1. Dernière joute
2. Un parfum de mystère
3. Hors normes
4. La fièvre de l'or
5. Dissonance
6. Sur la pente glissante
7. Mort aux Alizés
8. Tout pour la musique
9. Port d'attache
10. Diamants noirs
11. Le Chemin des Templiers
12. La Peur au ventre

### Quatrième saison (2020)
La saison 4 est diffusée sur France 3 par salve de deux épisodes du 21 avril au 26 mai 2020.
1. Résurrection
2. Dernière danse
3. Fouilles mortelles
4. Les Mots de Judith
5. Peaux rouges
6. Plantes mortelles
7. Le poids de la vérité (1/2)
8. Le poids de la vérité (2/2)
9. Le jeune homme et la mer
10. Or blanc
11. Village abandonné
12. La femme aux deux visages

### Cinquième saison (2021)
La saison 5 est diffusée sur France 3 par salve de deux épisodes du 20 avril 2021 au 25 mai 2021.
1. L'eau qui dort
2. Secrets sur les docks
3. Les larmes d'Aphrodite
4. Le serment d'Hippocrate
5. Jeux de trône
6. Un homme à la mer
7. Seconde chance
8. Disparition inquiétante
9. Juste une illusion
10. Mascarade
11. Avant l'oubli (1/2)
12. Avant l'oubli (2/2)

### Sixième saison (2022)
La saison 6 est diffusée en Belgique sur La Une par salves de deux épisodes du 23 avril au 4 juin 2022 et en France sur France 3 du 24 mai au 28 juin 2022.
1. La malédiction de Nostradamus
2. Le droit chemin
3. Esprit de corps (1/2)
4. Esprit de corps (2/2)
5. Cœur de pirate
6. Dernier vol
7. L’arche de Noé
8. Frères de sang
9. 3248 km
10. En eaux troubles
11. Corpus mortem (1/2)
12. Corpus mortem (2/2)

### Septième saison (2023)
La saison 7 est diffusée sur La Une en Belgique (par 2 épisodes) à partir du 15 avril 2023 au [Quand ?] , et en France sur France 3 du 9 mai 2023 au 13 juin 2023 par salve de deux épisodes[réf. nécessaire].
1. On ne joue pas avec le feu
2. À couteaux tirés
3. Terre promise
4. Citius Altius Fortius
5. L'inconnu
6. Sacrifiés
7. Vendetta
8. La pêche miraculeuse
9. Verdict (1/2)
10. Verdict (2/2)
11. Tous les chemins mènent à Jacques
12. Inkil Chumpi

### Épisode hors série (2024)
L'épisode hors série Retour vers le passé (téléfilm unitaire) est diffusé le 2 janvier 2024 sur France 3.

## Tournage
La série est tournée à Montpellier et plus particulièrement au parc Montcalm, dans les anciens locaux de l'École de l'infanterie (300 m2 ont été redécorés dans l'ancien Mess des Officiers).
Les deux épisodes pilotes ont été tournés du 10 au 22 décembre 2015.
Le tournage de la saison 1 a commencé le 6 septembre 2016.
Le tournage de la saison 5 a débuté 3 jours avant le premier confinement  et a dû être mis en pause. Il a repris début juin 2020, pour se terminer début février 2021.
Le tournage de la saison 7 a commencé le 1er juin 2022,,.
Début avril 2023, il est révélé que la septième saison de la série sera la dernière, mais un téléfilm est envisagé pour arrêter la série et que cette dernière pourrait même continuer sous cette forme si les audiences sont au rendez-vous.

## Audiences en France

### Tableau
Les épisodes du tableau ci-dessous sont présentés dans l'ordre de diffusion sur France 3.
- Le plus haut chiffre d'audience
- Le plus bas chiffre d'audience
- Parution en DVD (saison)
- Parution en DVD (coffret)

| Épisode série | Saison | Épisode saison | Titre                             | 1re diffusion France | Nb. de téléspectateurs (en millions) | Part d'audience | Rang | Source | DVD (saison) | DVD (coffret) |
| ------------- | ------ | -------------- | --------------------------------- | -------------------- | ------------------------------------ | --------------- | ---- | ------ | ------------ | ------------- |
| 1             | 1      | 1              | Nouveau départ                    | 29 mars 2016         | 4 092 000                            | 15,8 %          | 2e   | [ 16 ] | ✔️           | ✔️            |
| 2             | 1      | 2              | Double jeu                        | 29 mars 2016         | 3 900 000                            | 15,7 %          | 2e   | [ 16 ] | ✔️           | ✔️            |
| 3             | 1      | 3              | Entre sel et mer                  | 6 juin 2017          | 3 218 000                            | 12,7 %          | 2e   | [ 17 ] | ✔️           | ✔️            |
| 4             | 1      | 4              | Plongée dans le passé             | 6 juin 2017          | 2 982 000                            | 15,7 %          | 2e   | [ 18 ] | ✔️           | ✔️            |
| 5             | 1      | 5              | La tête du coupable               | 13 juin 2017         | 3 356 000                            | 13,9 %          | 2e   | [ 19 ] | ✔️           | ✔️            |
| 6             | 1      | 6              | Tour de piste                     | 13 juin 2017         | 3 044 000                            | 13,3 %          | 2e   | [ 20 ] | ✔️           | ✔️            |
| 7             | 1      | 7              | L'inaccessible étoile             | 20 juin 2017         | 3 212 000                            | 13,9 %          | 2e   | [ 21 ] | ✔️           | ✔️            |
| 8             | 1      | 8              | Convictions                       | 20 juin 2017         | 2 970 000                            | 13,3 %          | 2e   | [ 21 ] | ✔️           | ✔️            |
| 9             | 1      | 9              | Sur la route de la rédemption     | 27 juin 2017         | 3 664 000                            | 15,7 %          | 2e   | [ 22 ] | ✔️           | ✔️            |
| 10            | 1      | 10             | Les liens du sang                 | 27 juin 2017         | 3 206 000                            | 14,5 %          | 2e   | [ 22 ] | ✔️           | ✔️            |
| 11            | 1      | 11             | Un anneau d'or (1/2)              | 4 juillet 2017       | 3 487 000                            | 15,2 %          | 2e   | [ 23 ] | ✔️           | ✔️            |
| 12            | 1      | 12             | Un anneau d'or (2/2)              | 4 juillet 2017       | 3 440 000                            | 16,1 %          | 2e   | [ 23 ] | ✔️           | ✔️            |
| 13            | 2      | 1              | Dans les mailles du filet         | 22 mai 2018          | 3 907 000                            | 16,4 %          | 2e   | [ 24 ] | ✔️           | ✔️            |
| 14            | 2      | 2              | Le monde du silence               | 22 mai 2018          | 3 640 000                            | 16,1 %          | 2e   | [ 24 ] | ✔️           | ✔️            |
| 15            | 2      | 3              | Instinct de survie                | 29 mai 2018          | 4 158 000                            | 17,8 %          | 2e   | [ 25 ] | ✔️           | ✔️            |
| 16            | 2      | 4              | À la vie, à la mort               | 29 mai 2018          | 3 890 000                            | 18,3 %          | 2e   | [ 25 ] | ✔️           | ✔️            |
| 17            | 2      | 5              | Le mal des profondeurs            | 5 juin 2018          | 4 043 000                            | 17 %            | 2e   | [ 26 ] | ✔️           | ✔️            |
| 18            | 2      | 6              | Pic Saint-Loup                    | 5 juin 2018          | 3 710 000                            | 17 %            | 2e   | [ 26 ] | ✔️           | ✔️            |
| 19            | 2      | 7              | Obscura                           | 12 juin 2018         | 3 858 000                            | 15,7 %          | 2e   | [ 27 ] | ✔️           | ✔️            |
| 20            | 2      | 8              | Le serment des compagnons         | 12 juin 2018         | 3 540 000                            | 15,4 %          | 2e   | [ 27 ] | ✔️           | ✔️            |
| 21            | 2      | 9              | Touché coulé                      | 19 juin 2018         | 3 473 000                            | 15,7 %          | 2e   | [ 28 ] | ✔️           | ✔️            |
| 22            | 2      | 10             | Meurtre en Ovalie                 | 19 juin 2018         | 3 190 000                            | 15,6 %          | 2e   | [ 28 ] | ✔️           | ✔️            |
| 23            | 2      | 11             | Via tolosana                      | 26 juin 2018         | 3 611 000                            | 15,6 %          | 2e   | [ 29 ] | ✔️           | ✔️            |
| 24            | 2      | 12             | À contre-courant                  | 26 juin 2018         | 3 640 000                            | 17,1 %          | 2e   | [ 29 ] | ✔️           | ✔️            |
| 25            | 3      | 1              | Dernière joute                    | 4 juin 2019          | 2 796 000                            | 12,6 %          | 2e   | [ 30 ] | ✔️           | ✔️            |
| 26            | 3      | 2              | Un parfum de mystère              | 4 juin 2019          | 2 440 000                            | 13 %            | 2e   | [ 30 ] | ✔️           | ✔️            |
| 27            | 3      | 3              | Hors normes                       | 11 juin 2019         | 2 869 000                            | 11,5 %          | 3e   | [ 31 ] | ✔️           | ✔️            |
| 28            | 3      | 4              | La fièvre de l'or                 | 11 juin 2019         | 2 470 000                            | 11,9 %          | 3e   | [ 31 ] | ✔️           | ✔️            |
| 29            | 3      | 5              | Dissonance                        | 18 juin 2019         | 3 177 000                            | 14,5 %          | 2e   | [ 32 ] | ✔️           | ✔️            |
| 30            | 3      | 6              | Sur la pente glissante            | 18 juin 2019         | 3 090 000                            | 14,5 %          | 2e   | [ 32 ] | ✔️           | ✔️            |
| 31            | 3      | 7              | Mort aux Alizés                   | 25 juin 2019         | 3 572 000                            | 17,3 %          | 1er  | [ 33 ] | ✔️           | ✔️            |
| 32            | 3      | 8              | Tout pour la musique              | 25 juin 2019         | 3 210 000                            | 16,8 %          | 1er  | [ 33 ] | ✔️           | ✔️            |
| 33            | 3      | 9              | Port d'attache                    | 2 juillet 2019       | 3 526 000                            | 16,9 %          | 2e   | [ 34 ] | ✔️           | ✔️            |
| 34            | 3      | 10             | Diamants noirs                    | 2 juillet 2019       | 3 300 000                            | 16,6 %          | 2e   | [ 34 ] | ✔️           | ✔️            |
| 35            | 3      | 11             | Le chemin des templiers           | 9 juillet 2019       | 3 476 000                            | 17,8 %          | 2e   | [ 35 ] | ✔️           | ✔️            |
| 36            | 3      | 12             | La peur au ventre                 | 9 juillet 2019       | 3 170 000                            | 17,8 %          | 2e   | [ 35 ] | ✔️           | ✔️            |
| 37            | 4      | 1              | Résurrection                      | 21 avril 2020        | 5 065 000                            | 17,9 %          | 2e   | [ 36 ] |              |               |
| 38            | 4      | 2              | Dernière danse                    | 21 avril 2020        | 4 500 000                            | 17,6 %          | 2e   | [ 36 ] |              |               |
| 39            | 4      | 3              | Fouilles mortelles                | 28 avril 2020        | 5 376 000                            | 18,8 %          | 2e   | [ 37 ] |              |               |
| 40            | 4      | 4              | Les mots de Judith                | 28 avril 2020        | 4 864 000                            | 19 %            | 2e   | [ 38 ] |              |               |
| 41            | 4      | 5              | Peaux rouges                      | 5 mai 2020           | 5 300 000                            | 18,5 %          | 2e   | [ 39 ] |              |               |
| 42            | 4      | 6              | Plantes mortelles                 | 5 mai 2020           | 4 920 000                            | 18,9 %          | 2e   | [ 40 ] |              |               |
| 43            | 4      | 7              | Le poids du passé (1/2)           | 12 mai 2020          | 5 021 000                            | 17,7 %          | 2e   | [ 41 ] |              |               |
| 44            | 4      | 8              | Le poids du passé (2/2)           | 12 mai 2020          | 4 770 000                            | 18,4 %          | 2e   | [ 41 ] |              |               |
| 45            | 4      | 9              | Le jeune homme et la mer          | 19 mai 2020          | 5 505 000                            | 21 %            | 2e   | [ 42 ] |              |               |
| 46            | 4      | 10             | Or blanc                          | 19 mai 2020          | 4 940 000                            | 20,8 %          | 2e   | [ 42 ] |              |               |
| 47            | 4      | 11             | Village abandonné                 | 26 mai 2020          | 5 100 000                            | 19,4 %          | 2e   | [ 43 ] |              |               |
| 48            | 4      | 12             | La femme aux deux visages         | 26 mai 2020          | 5 040 000                            | 20,5 %          | 2e   | [ 43 ] |              |               |
| 49            | 5      | 1              | L'eau qui dort                    | 20 avril 2021        | 5 006 000                            | 19,6 %          | 1er  | [ 44 ] |              |               |
| 50            | 5      | 2              | Secrets sur les docks             | 20 avril 2021        | 4 370 000                            | 19,4 %          | 1er  | [ 44 ] |              |               |
| 51            | 5      | 3              | Les larmes d'Aphrodite            | 27 avril 2021        | 4 886 000                            | 19,5 %          | 1er  | [ 45 ] |              |               |
| 52            | 5      | 4              | Le serment d'Hippocrate           | 27 avril 2021        | 4 130 000                            | 18,7 %          | 1er  | [ 45 ] |              |               |
| 53            | 5      | 5              | Jeux de trône                     | 4 mai 2021           | 4 531 000                            | 18,1 %          | 1er  | [ 46 ] |              |               |
| 54            | 5      | 6              | Un homme à la mer                 | 4 mai 2021           | 4 210 000                            | 18,9 %          | 1er  | [ 46 ] |              |               |
| 55            | 5      | 7              | Seconde chance                    | 11 mai 2021          | 5 253 000                            | 22,2 %          | 1er  | [ 47 ] |              |               |
| 56            | 5      | 8              | Disparition inquiétante           | 11 mai 2021          | 4 910 000                            | 23 %            | 1er  | [ 47 ] |              |               |
| 57            | 5      | 9              | Juste une illusion                | 18 mai 2021          | 4 811 000                            | 20,2 %          | 1er  | [ 48 ] |              |               |
| 58            | 5      | 10             | Mascarade                         | 18 mai 2021          | 4 210 000                            | 19,9 %          | 1er  | [ 48 ] |              |               |
| 59            | 5      | 11             | Avant l'oubli (1/2)               | 25 mai 2021          | 4 492 000                            | 18,1 %          | 2e   | [ 49 ] |              |               |
| 60            | 5      | 12             | Avant l'oubli (2/2)               | 25 mai 2021          | 4 350 000                            | 19,2 %          | 2e   | [ 49 ] |              |               |
| 61            | 6      | 1              | La malédiction de Nostradamus     | 24 mai 2022          | 3 499 000                            | 16,3 %          | 2e   | [ 50 ] |              |               |
| 62            | 6      | 2              | Le droit chemin                   | 24 mai 2022          | 3 440 000                            | 17,5 %          | 2e   | [ 50 ] |              |               |
| 63            | 6      | 3              | Esprit de corps (1/2)             | 31 mai 2022          | 4 155 000                            | 20,1 %          | 1er  | [ 51 ] |              |               |
| 64            | 6      | 4              | Esprit de corps (2/2)             | 31 mai 2022          | 4 350 000                            | 22,9 %          | 1er  | [ 51 ] |              |               |
| 65            | 6      | 5              | Coeur de pirate                   | 7 juin 2022          | 4 783 000                            | 22,1 %          | 1er  | [ 52 ] |              |               |
| 66            | 6      | 6              | Dernier vol                       | 7 juin 2022          | 4 230 000                            | 22,5 %          | 1er  | [ 52 ] |              |               |
| 67            | 6      | 7              | L'arche de Noé                    | 14 juin 2022         | 4 158 000                            | 19,8 %          | 1er  | [ 53 ] |              |               |
| 68            | 6      | 8              | Frères de sang                    | 14 juin 2022         | 3 860 000                            | 19,9 %          | 1er  | [ 53 ] |              |               |
| 69            | 6      | 9              | 3248 km                           | 21 juin 2022         | 4 406 000                            | 22,2 %          | 1er  | [ 54 ] |              |               |
| 70            | 6      | 10             | En eaux troubles                  | 21 juin 2022         | 4 400 000                            | 23,6 %          | 1er  | [ 54 ] |              |               |
| 71            | 6      | 11             | Corpus mortem (1/2)               | 28 juin 2022         | 4 950 000                            | 25,4 %          | 1er  | [ 55 ] |              |               |
| 72            | 6      | 12             | Corpus mortem (2/2)               | 28 juin 2022         | 5 000 000                            | 27,4 %          | 1er  | [ 55 ] |              |               |
| 73            | 7      | 1              | On ne joue pas avec le feu        | 9 mai 2023           | 4 450 000                            | 20,1 %          | 1er  | [ 56 ] |              |               |
| 74            | 7      | 2              | À couteaux tirés                  | 9 mai 2023           | 4 120 000                            | 20,3 %          | 1er  | [ 56 ] |              |               |
| 75            | 7      | 3              | Terre promise                     | 16 mai 2023          | 4 650 000                            | 21,5 %          | 1er  | [ 57 ] |              |               |
| 76            | 7      | 4              | Citius Altius Fortius             | 16 mai 2023          | 4 220 000                            | 21,3 %          | 1er  | [ 57 ] |              |               |
| 77            | 7      | 5              | L'inconnu                         | 23 mai 2023          | 4 430 000                            | 21,0 %          | 1er  | [ 58 ] |              |               |
| 78            | 7      | 6              | Sacrifiés                         | 23 mai 2023          | 4 090 000                            | 21,6 %          | 1er  | [ 58 ] |              |               |
| 79            | 7      | 7              | Vendetta                          | 30 mai 2023          | 4 150 000                            | 19,8 %          | 1er  | [ 59 ] |              |               |
| 80            | 7      | 8              | La pêche miraculeuse              | 30 mai 2023          | 3 610 000                            | 19,5 %          | 1er  | [ 59 ] |              |               |
| 81            | 7      | 9              | Verdict (1/2)                     | 6 juin 2023          | 4 270 000                            | 21,8 %          | 1er  | [ 60 ] |              |               |
| 82            | 7      | 10             | Verdict (2/2)                     | 6 juin 2023          | 4 200 000                            | 22,9 %          | 1er  | [ 60 ] |              |               |
| 83            | 7      | 11             | Tous les chemins mènent à Jacques | 13 juin 2023         | 4 290 000                            | 20,6 %          | 1er  | [ 61 ] |              |               |
| 84            | 7      | 12             | Inkil Chumpi                      | 13 juin 2023         | 4 060 000                            | 21,4 %          | 1er  | [ 61 ] |              |               |
| 85            | HS     | 1              | Retour vers le passé              | 2 janvier 2024       | 4 789 000                            | 23,1 %          | 1er  | [ 62 ] |              |               |

### Récapitulatif
| Saison | Nombre d'épisodes | Audiences (en millions) | Audiences (en millions) | Audiences (en millions) | Audiences (en millions) | Audiences (en millions) |
| Saison | Nombre d'épisodes | Première                | Finale                  | Moyenne                 | Minimum                 | Maximum                 |
| ------ | ----------------- | ----------------------- | ----------------------- | ----------------------- | ----------------------- | ----------------------- |
| 1      | 12                | 4,09                    | 3,44                    | 3,38                    | 2,97                    | 4,09                    |
| 2      | 12                | 3,91                    | 3,64                    | 3,72                    | 3,19                    | 4,16                    |
| 3      | 12                | 2,80                    | 3,17                    | 3,09                    | 2,44                    | 3,57                    |
| 4      | 12                | 5,07                    | 5,04                    | 5,03                    | 4,50                    | 5,51                    |
| 5      | 12                | 5,01                    | 4,35                    | 4,60                    | 4,13                    | 5,25                    |
| 6      | 12                | 3,50                    | 5,00                    | 4,27                    | 3,44                    | 5,00                    |
| 7      | 12                | 4,45                    | 4,06                    | 4,21                    | 4,06                    | 4,65                    |

- Les plus hauts chiffres d'audience
- Les plus bas chiffres d'audience

### Graphique
- Lancement
- Moyenne
- Finale
- Minimum
- Maximum

## Diffusion à l'étranger
En Italie, la série est diffusée à partir du 10 octobre 2018 sur la chaîne Giallo. En Espagne, c'est la chaîne de télévision COSMO qui est chargée de diffuser les épisodes de la série.

## Distinction
- Festival Polar de Cognac 2019 : Grand Prix de la Série Francophone de Télévision pour l'épisode 37, saison 4, Résurrection de Lionel Chatton

## Commercialisation en DVD
- Le 4 septembre 2019, sortie en DVD de la saison 1[65].
- Le 3 juin 2020, sortie en DVD de la saison 2[66].
- Le 25 août 2021, sortie en DVD de la saison 3[67].
- Le 10 novembre 2021, sortie du coffret des saisons 1 à 3[68].
- Le 27 mars 2024, sortie en DVD de la saison 4[69].